# Petra Hynčicová
Petra Hynčicová (* 1. Mai 1994 in Liberec) ist eine tschechische Skilangläuferin.

## Werdegang
Hynčicová startete im Dezember 2010 in Horní Mísečky erstmals im Slavic-Cup und belegte dabei jeweils den 25. Platz über 5 km klassisch und 10 km Freistil. Beim Europäischen Olympischen Winter-Jugendfestival 2011 in Liberec errang sie den 30. Platz im Sprint, den 28. Platz über 7,5 km klassisch und den 22. Platz über 5 km Freistil. Im folgenden Jahr kam sie bei den Olympischen Jugend-Winterspielen in Innsbruck auf den 30. Platz über 5 km klassisch, auf den 12. Rang in der Mixed-Staffel, auf den zehnten Platz im Sprint. Ihre besten Platzierungen bei den Juniorenweltmeisterschaften 2013 in Liberec waren der 37. Platz über 5 km Freistil und der neunte Rang mit der Staffel. In der Saison 2013/14 erreichte sie im Slavic-Cup mit drei Top-Zehn-Platzierungen, darunter Platz zwei im Sprint in Nové Město, den neunten Gesamtrang. Im Januar 2014 absolvierte sie in Nové Město ihr erstes Weltcuprennen, welches sie auf dem 45. Platz im Sprint beendete. Ihre beste Ergebnisse bei den Juniorenweltmeisterschaften 2014 im Fleimstal waren der neunte Platz im Sprint und der achte Rang mit der Staffel. Bei den U23-Weltmeisterschaften 2016 in Râșnov belegte sie den 32. Platz über 10 km klassisch, den 28. Rang im Sprint und den 21. Platz über 10 km Freistil. Im folgenden Jahr lief sie bei den U23-Weltmeisterschaften in Soldier Hollow auf den 22. Platz im Skiathlon, auf den 20. Rang im Sprint und auf den 17. Platz über 10 km Freistil. Ihr bestes Resultat bei den Olympischen Winterspielen 2018 in Pyeongchang war der 39. Platz im 30-km-Massenstartrennen.
Bei den Weltmeisterschaften 2019 in Seefeld in Tirol lief Hynčicová auf den 48. Platz über 10 km klassisch, auf den 43. Rang im Sprint, auf den 13. Platz zusammen mit Kateřina Janatová im Teamsprint und auf den 11. Platz mit der Staffel. Im März 2019 holte sie bei der Winter-Universiade in Krasnojarsk die Goldmedaille im Sprint. Nach Platz 54 beim Ruka Triple zu Beginn der Saison 2020/21, holte sie in Dresden mit dem 24. Platz im Sprint ihre ersten Weltcuppunkte und errang bei der Tour de Ski 2021 den 40. Platz. Ihre besten Platzierungen bei den Nordischen Skiweltmeisterschaften 2021 in Oberstdorf waren der 33. Platz über 10 km Freistil und der achte Rang mit der Staffel. Im folgenden Jahr nahm sie bei den Olympischen Winterspielen in Peking an sechs Rennen teil. Ihre besten Ergebnisse dabei waren der 26. Platz im Skiathlon und der 13. Rang mit der Staffel.
Zur Saison 2025/26 wird sie Guide der Para-Langläuferin Carina Edlinger, nachdem diese vom Österreichischen zum Tschechischen Verband gewechselt ist.

## Teilnahmen an Weltmeisterschaften und Olympischen Winterspielen

### Olympische Spiele
- 2018 Pyeongchang: 39. Platz 30 km klassisch Massenstart, 45. Platz Sprint klassisch, 47. Platz 15 km Skiathlon, 60. Platz 10 km Freistil
- 2022 Peking: 13. Platz Staffel, 15. Platz Teamsprint klassisch, 26. Platz 15 km Skiathlon, 33. Platz Sprint Freistil, 41. Platz 30 km Freistil Massenstart, 42. Platz 10 km klassisch

### Nordische Skiweltmeisterschaften
- 2019 Seefeld in Tirol: 11. Platz Staffel, 13. Platz Teamsprint klassisch, 43. Platz Sprint Freistil, 48. Platz 10 km klassisch
- 2021 Oberstdorf: 8. Platz Staffel, 33. Platz 10 km Freistil, 35. Platz Sprint klassisch, 36. Platz 30 km klassisch Massenstart

## Platzierungen im Weltcup

### Weltcup-Statistik
Die Tabelle zeigt die erreichten Platzierungen im Einzelnen.
- 1.–3. Platz: Anzahl der Podiumsplatzierungen
- Top 10: Anzahl der Platzierungen unter den ersten zehn
- Punkteränge: Anzahl der Platzierungen innerhalb der Punkteränge
- Starts: Anzahl gelaufener Rennen in der jeweiligen Disziplin
- Hinweis: Bei den Distanzrennen erfolgt die Einordnung gemäß FIS.

| Platzierung               | Distanzrennen a | Distanzrennen a | Distanzrennen a | Distanzrennen a | Distanzrennen a | Skiathlon Verfolgung | Sprint | Etappen- rennen b | Gesamt | Team c | Team c  |
| Platzierung               | ≤ 5 km          | ≤ 10 km         | ≤ 15 km         | ≤ 30 km         | > 30 km         | Skiathlon Verfolgung | Sprint | Etappen- rennen b | Gesamt | Sprint | Staffel |
| ------------------------- | --------------- | --------------- | --------------- | --------------- | --------------- | -------------------- | ------ | ----------------- | ------ | ------ | ------- |
| 1. Platz                  |                 |                 |                 |                 |                 |                      |        |                   |        |        |         |
| 2. Platz                  |                 |                 |                 |                 |                 |                      |        |                   |        |        |         |
| 3. Platz                  |                 |                 |                 |                 |                 |                      |        |                   |        |        |         |
| Top 10                    |                 |                 |                 |                 |                 |                      |        |                   |        | 3      | 1       |
| Punkteränge               |                 | 1               |                 |                 |                 |                      | 3      |                   | 4      | 7      | 2       |
| Starts                    |                 | 21              |                 |                 |                 | 5                    | 24     | 2                 | 52     | 7      | 2       |
| Stand: Saisonende 2021/22 |                 |                 |                 |                 |                 |                      |        |                   |        |        |         |

### Weltcup-Gesamtplatzierungen
| Saison  | Gesamt | Gesamt | Distanz | Distanz | Sprint | Sprint |
| Saison  | Punkte | Platz  | Punkte  | Platz   | Punkte | Platz  |
| ------- | ------ | ------ | ------- | ------- | ------ | ------ |
| 2020/21 | 29     | 72.    | -       | -       | 19     | 51.    |
| 2021/22 | 11     | 94.    | 5       | 78.     | 6      | 70.    |